# Cerkiew św. Mikołaja w Wołkowysku
Cerkiew pod wezwaniem św. Mikołaja – prawosławna cerkiew parafialna w Wołkowysku. Należy do dekanatu wołkowyskiego eparchii grodzieńskiej i wołkowyskiej Egzarchatu Białoruskiego Patriarchatu Moskiewskiego.

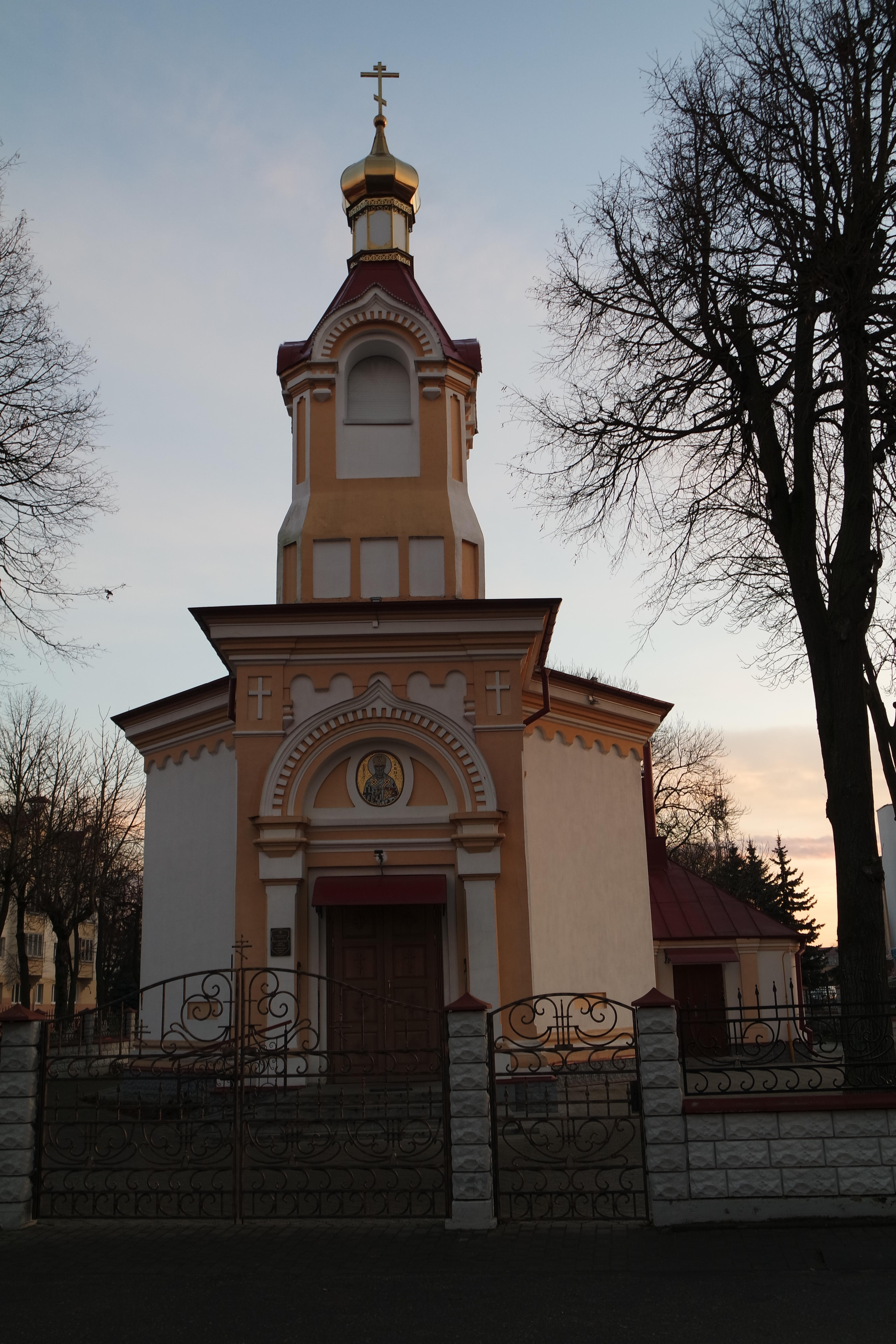
Cerkiew od frontu

Cerkiew wzniesiono w 1847 roku w stylu bizantyjsko-rosyjskim. Od frontu znajduje się przedsionek z nadbudowaną wieżą-dzwonnicą (z dachem namiotowym zwieńczonym kopułą). Część nawowa została zbudowana na planie ośmiokąta (z dobudowanym od strony południowej refektarzem), natomiast prezbiterium – na planie prostokąta. Okna części nawowej mają kształt półkolisty i są zdobione kokosznikami.